# Ichoria virescens
Ichoria virescens là một loài bướm đêm thuộc phân họ Arctiinae, họ Erebidae.